# Hubert Böhler
Hubert Böhler (* 17. Juni 1986 in Bregenz, Vorarlberg) ist ein ehemaliger österreichischer Baseballspieler in der Baseball-Bundesliga. Er spielte bei den Hard Bulls und zählte zum österreichischen Nationalteam. Nach der Saison 2017 verkündete er seinen Rücktritt vom Baseball-Leistungssport nach 14 Jahren.

## Statistiken
- 2004 (ABL):  7 Spiele – AVG: 0.111 – Hits:  2 – Runs: 1 – RBI:  1
- 2005 (RLW):  5 Spiele – AVG: 0.438 – Hits:  7 – Runs: 8 – RBI:  2
- 2006 (RLW):  16 Spiele – AVG: 0.250 – Hits:  9 – Runs: 9 – RBI: 10
- 2007 (RLW):  14 Spiele – AVG: 0.545 – Hits:  18 – Runs: 15 – RBI: 13
- 2010 (RLW):  8 Spiele – AVG: 0.400 – Hits:  8 – Runs: 11 – RBI:  9
- 2011 (BBL): 24 Spiele – AVG: 0.190 – Hits: 15 – Runs: 20 – RBI: 18
- 2012 (BBL): 16 Spiele – AVG: 0.286 – Hits: 14 – Runs: 16 – RBI: 16
- 2013 (BBL): 30 Spiele – AVG: 0.379 – Hits: 33 – Runs: 17 – RBI: 20
- 2014 (BBL): 22 Spiele – AVG: 0.366 – Hits: 30 – Runs: 18 – RBI: 17
- 2015 (BBL): 26 Spiele – AVG: 0.263 – Hits: 25 – Runs: 14 – RBI: 14
- 2016 (BBL): 32 Spiele – AVG: 0.320 – Hits: 33 – Runs: 28 – RBI: 27
- 2017 (ABL):  25 Spiele – AVG: 0.258 – Hits: 23 – Runs: 14 – RBI: 18